# Wakinoichthys
Wakinoichthys è un genere di pesci ossei estinti, appartenente agli osteoglossiformi. Visse nel Cretaceo inferiore (Aptiano - Albiano, circa 115 - 105 milioni di anni fa) e i suoi resti fossili sono stati ritrovati in Asia.

## Descrizione
Questo pesce era di piccole dimensioni, e la specie più grande (Wakinoichthys aokii) poteva raggiungere la lunghezza di 12 centimetri. Possedeva un corpo allungato e snello, con una testa allungata e lunghe mandibole dotate di piccoli denti simili a canini; i denti della mascella superiore, invece, erano più grandi e pronunciati. L'endopterigoide, invece, possedeva denti villiformi. 
Le pinne mediane erano posizionate relativamente posteriormente e l'origine della pinna dorsale si trovava dietro quella della pinna anale. La base della pinna dorsale era lunga circa la metà della base della pinna anale. Le pinne pettorali erano allungate con un primo raggio molto robusto. Le pinne pelviche si trovavano al centro dell'addome e la pinna caudale era biforcuta. 
La specie W. robustus differiva da W. aokii per la sua struttura più robusta, le dimensioni minori (meno di 4 centimetri di lunghezza) e la testa più grande. Il profilo dorsale del cranio era leggermente convesso. 

## Classificazione
I primi esemplari di Wakinoichthys furono scoperti nel sottogruppo Wakino, una parte del gruppo Kanmon nella zona di Kitakyushu, in Giappone, nel 1994. Successivamente un altro fossile attribuibile allo stesso genere venne scoperto nel Supergruppo di Gyeongsang, in Corea del Sud, precedentemente noto per aver prodotto fossili di piante e molluschi. 
Il nome generico Wakinoichthys deriva dalla Formazione Wakino e "ichthys", la parola greca che indica "pesce". L'epiteto specifico aokii è in onore di Tateyu Aoki, che raccolse e donò gli esemplari al museo di Kitakyushu e al locale Istituto di Storia Naturale, mentre la specie W. robustus venne chiamata così per la sua corporatura più robusta rispetto alla specie tipo.
Yabumoto assegnò Wakinoichthys all'ordine degli Osteoglossiformes, il gruppo di pesci teleostei che comprende gli odierni arowana, pesce farfalla, pesce elefante e pesce coltello, sulla base di una serie di caratteri morfologici come la posizione delle pinne mediane, i denti su premascella e osso dentale e e i denti villiformi dell'endopterigoide.